# Науково-технічна комісія з метрології
Науко́во-техні́чна комі́сія з метроло́гії (Комісія з метрології) — консультативно-дорадчий орган, що створюється з метою колегіального розгляду концептуальних питань забезпечення функціонування та розвитку Метрологічної системи України при Міністерстві економічного розвитку і торгівлі України.
Основною метою діяльності Комісії з метрології є формування пропозицій щодо напрямів технічної політики і науково-технічних робіт у сфері метрології та метрологічної діяльності.
Комісія з метрології формується з представників Метрологічної служби України та метрологічних служб центральних органів виконавчої влади, підприємств і організацій.
Персональний склад Комісії з метрології та положення про неї затверджуються міністерством.
Рішення Комісії з метрології реалізуються через відповідні рішення міністерства.